# Rhabdastrella sterrastraea
Rhabdastrella sterrastraea är en svampdjursart som först beskrevs av R.W. Harold Row 1911.  Rhabdastrella sterrastraea ingår i släktet Rhabdastrella och familjen Ancorinidae.
Artens utbredningsområde är Sudan. Inga underarter finns listade i Catalogue of Life.